# Terräng
Terräng är ett begrepp som används för att beteckna landområden. Det omfattar inte utrymmen inomhus, och förknippas ofta med skog och träd, men omfattar även exempelvis "småbruten" och "urban" terräng.
I trafiklagen är terräng mark som inte är väg.